# Guajakol
Guajakol, C6H4(OH)OCH3 (1:2), är i rent vattenfritt tillstånd, stora färglösa kristaller. Om den inte är helt vattenfri och innehåller 2–3 % vatten, kristalliseras den endast delvis. Den förekommer också i handeln som en svagt gulaktig, tjockflytande vätska. Föreningen har en karaktäristisk, ej obehaglig doft och sötaktig smak.
Guajakol är löslig i 60 delar vatten vid 15 °C. Den är lättlöslig i isättika, etanol, glycerin, eter och kloroform men ej i bensin. Löst i en vattenlösning av natriumhydroxid ger den ett vitt, i vatten lättlösligt salt.
Löst i två delar kaliumhydroxid i vattenlösning stelnar den på mycket kort tid till en färglös kristallmassa ur vilken guajakol kan återvinnas genom sönderdelning med svavelsyra och destillation.

## Framställning
Guajakol kan utvinnas genom torrdestillation av trä och finns i den alkalilösliga fraktionen av trätjära som överdestillerar mellan 200 och 220 °C. Den kan också tillverkas av pyrokatekin genom behandling med metylsvavelsyrat natrium, eller med o-anisidin som utgångsmaterial.

## Användning
Guajakol är en råvara till olika doftämne som eugenol och vanillin. Dess derivat används inom medicinen som slemlösande, antiseptikum och för lokalbedövning. Den kan också användas som en färgindikator för kemiska reaktioner eftersom syre ändrar dess färg från färglös till brun.